# Megastes major
Megastes major là một loài bướm đêm trong họ Crambidae.